# Jesús María Posada Moreno
Jesús María Posada Moreno (Sòria, 4 d'abril de 1945) és un polític espanyol, va ser president del Congrés dels Diputats d'Espanya entre 2011 i 2016, president de la Junta de Castella i Lleó (1989-1991) i ministre d'Agricultura, Pesca i Ramaderia (1999-2000) i d'Administracions Públiques (2000-2002) d'Espanya.

## Biografia
Va néixer el 4 d'abril de 1945 a la ciutat de Sòria. Va estudiar Enginyeria de Camins, Canals i Ports a la Universitat Politècnica de Madrid així com Ciències econòmiques a la Universitat Complutense de Madrid. Posteriorment va ingressar com a funcionari de carrera en el Cos Superior d'Administradors Civils de l'Estat.

### Activitat política
El primer càrrec de responsabilitat política destacada l'exercí com a governador civil de la província de Huelva entre 1979 i 1981 en l'etapa del govern d'Adolfo Suárez (UCD). També va ser director general de Transports Terrestres (1981-1982). A principis de la dècada del 1980 s'afilià a Aliança Popular, esdevenint procurador (diputat) a les Corts de Castella i Lleó l'any 1983.
L'any 1987, sota la presidència de José María Aznar, fou nomenat conseller de Foment de la Junta de Castella i Lleó, esdevenint l'any 1989 president de la Junta fins al 1991, arran de la dimissió d'Aznar per tal de liderar el Partit Popular.
De 1991 a 1993 fou senador, en representació de Castella i Lleó, al Senat. A les eleccions generals de 1993 va ser escollit diputat del Congrés dels Diputats per la província de Sòria, sent reelegit en les eleccions de 1996, 2000 i 2004.
El 30 d'abril de 1999, el president del Govern, José María Aznar, el nomenà ministre d'Agricultura, Pesca i Ramaderia en substitució de Loyola de Palacio, i amb la nova victòria popular de 2000 passà a ocupar la cartera d'Administracions Públiques, càrrec del qual cessà el 10 de juliol de 2002.
El 13 de desembre de 2011 va ser escollit, amb el suport de 202 diputats dels seus 350 membres, president del Congrés dels Diputats, càrrec que va exercir durant la X legislatura. Va ser substituït pel polític basc Patxi López que va ser escollit el seu successor el 13 de gener de 2016.